# Sportvereniging Dynamo 2021-2022 (maschile)
Questa voce raccoglie le informazioni riguardanti la Sportvereniging Dynamo nelle competizioni ufficiali della stagione 2021-2022.

## Organigramma societario
Area direttiva
- Presidente: Peter de Vries

Area tecnica
- Allenatore: Redbad Strikwerda

## Rosa
| N° | Nome              | Ruolo | Data di nascita   | Nazionalità sportiva |
| -- | ----------------- | ----- | ----------------- | -------------------- |
| 2  | Jeroen Rauwerdink | S     | 13 settembre 1985 | Paesi Bassi          |
| 3  | Joris Berkhout    | P     | 2 ottobre 1999    | Paesi Bassi          |
| 5  | Sjors Tijhuis     | C     | 31 dicembre 2000  | Paesi Bassi          |
| 6  | Nico Manenschijn  | O     | 6 dicembre 1994   | Paesi Bassi          |
| 7  | Frits van Gestel  | S     | 8 dicembre 1992   | Paesi Bassi          |
| 8  | Yannick Bak       | S     | 30 novembre 2001  | Paesi Bassi          |
| 9  | Ricardo Hofman    | S     | 17 luglio 1998    | Paesi Bassi          |
| 10 | Stijn de Ruijter  | O     | 7 marzo 2003      | Paesi Bassi          |
| 14 | Robin Boekhoudt   | C     | 13 marzo 2001     | Paesi Bassi          |
| 15 | Ilja van der Pijl | P     | 24 novembre 2003  | Paesi Bassi          |
| 18 | Duco Krook        | C     | 18 gennaio 1996   | Paesi Bassi          |
| 19 | Daan Haanappel    | P     | 29 settembre 1998 | Paesi Bassi          |
| 20 | Jeffrey Klok      | L     | 29 ottobre 1998   | Paesi Bassi          |
| 21 | Martijn Brilhuis  | O     | 30 gennaio 2001   | Paesi Bassi          |

## Statistiche

### Statistiche di squadra
| Competizione          | Punti | In casa | In casa | In casa | In trasferta | In trasferta | In trasferta | Totale | Totale | Totale |
| Competizione          | Punti | G       | V       | P       | G            | V            | P            | G      | V      | P      |
| --------------------- | ----- | ------- | ------- | ------- | ------------ | ------------ | ------------ | ------ | ------ | ------ |
| Eredivisie            | 50/11 | 14      | 13      | 1       | 15           | 10           | 5            | 29     | 23     | 6      |
| Coppa dei Paesi Bassi | -     | 1       | 1       | 0       | 1            | 0            | 1            | 2      | 1      | 1      |
| Supercoppa olandese   | -     | -       | -       | -       | -            | -            | -            | 1      | 1      | 0      |
| Champions League      | -     | 1       | 0       | 1       | 1            | 0            | 1            | 2      | 0      | 2      |
| Coppa CEV             | -     | 1       | 0       | 1       | 1            | 0            | 1            | 2      | 0      | 2      |
| Totale                | -     | 17      | 14      | 3       | 18           | 10           | 8            | 36     | 25     | 11     |

### Statistiche dei giocatori
| Giocatore      | Champions League | Champions League | Champions League | Champions League | Champions League | Coppa CEV | Coppa CEV | Coppa CEV | Coppa CEV | Coppa CEV |
| Giocatore      | P                | PT               | AV               | MV               | BV               | P         | PT        | AV        | MV        | BV        |
| -------------- | ---------------- | ---------------- | ---------------- | ---------------- | ---------------- | --------- | --------- | --------- | --------- | --------- |
| Y. Bak         | 2                | 4                | 3                | 0                | 1                | 2         | 14        | 12        | 1         | 1         |
| J. Berkhout    | 2                | 5                | 2                | 3                | 0                | 2         | 1         | 1         | 0         | 0         |
| R. Boekhoudt   | 2                | 12               | 8                | 3                | 1                | 2         | 9         | 8         | 1         | 0         |
| M. Brilhuis    | 2                | 31               | 24               | 3                | 4                | 2         | 23        | 19        | 4         | 0         |
| S. de Ruijter  | 0                | 0                | 0                | 0                | 0                | 0         | 0         | 0         | 0         | 0         |
| D. Haanappel   | 2                | 0                | 0                | 0                | 0                | 2         | 0         | 0         | 0         | 0         |
| R. Hofman      | 2                | 9                | 8                | 1                | 0                | 2         | 9         | 7         | 1         | 1         |
| J. Klok        | 2                | 0                | 0                | 0                | 0                | 2         | 0         | 0         | 0         | 0         |
| D. Krook       | 1                | 6                | 4                | 2                | 0                | 1         | 4         | 3         | 1         | 0         |
| N. Manenschijn | 2                | 30               | 18               | 9                | 3                | 2         | 13        | 8         | 4         | 1         |
| J. Rauwerdink  | 2                | 37               | 33               | 3                | 1                | -         | -         | -         | -         | -         |
| S. Tijhuis     | -                | -                | -                | -                | -                | 0         | 0         | 0         | 0         | 0         |
| van der Pijl   | -                | -                | -                | -                | -                | 0         | 0         | 0         | 0         | 0         |
| F. van Gestel  | 2                | 9                | 6                | 1                | 2                | 2         | 9         | 6         | 2         | 1         |

P = presenze; PT = punti totali; AV = attacchi vincenti; MV = muri vincenti; BV = battute vincenti

NB: Non sono disponibili i dati relativi alla Eredivisie, alla Coppa dei Paesi Bassi e alla Supercoppa olandese